# Фёдоров, Иван Михайлович (полный кавалер ордена Славы)
Иван Михайлович Фёдоров (5 февраля 1918, Романово-Борисоглебский уезд, Ярославская губерния — 14 июня 1997, Тутаев, Ярославская область) — советский военнослужащий, участник Великой Отечественной войны, полный кавалер ордена Славы, механик-водитель 3-й гвардейской танковой бригады (3-й гвардейский танковый корпус, 5-я гвардейская танковая армия, 2-й Белорусский фронт) гвардии старшина.

## Биография
Иван Михайлович Фёдоров родился в крестьянской семье в деревне Синицино Романов-Борисоглебского уезда Ярославской губернии (в настоящее время Тутаевский район Ярославской области). Окончил семилетнюю школу. Работал на льнокомбинате в городе Тутаев помощником мастера.
Тутаевским райвоенкоматом в октябре 1938 года был призван в ряды Красной армии, в 1939 году окончил полковую школу механиков-водителей танка.
На фронтах Великой Отечественной войны с ноября 1942 года.
Водитель-механик танка в бою у совхоза «Ударник» Ахтырского района Сумской области 23 августа 1943 года ворвался на передний край обороны противника, уничтожил гусеницами 4 миномётных расчета. Когда снарядом была повреждена ходовая часть, Фёдоров быстро устранил повреждение и продолжил бой. Приказом по 3 гвардейской ТБР от 29 августа 1943 года был награждён медалью «За боевые заслуги».
В бою за посёлок Бобрик (Крупского района Минской области) 28 июня 1944 года танк под управлением старшины Фёдорова стремительно ворвался в оборону противника, гусеницами уничтожил 2 противотанковых орудия и 4 миномётных расчёта. Прорвавшись за окопы противника, выбрасыванием гранат из люка уничтожено до 10 солдат и офицеров противника. В ходе боя танк Фёдорова дважды выходил из строя, и он дважды выходил из него под сильным огнём противника, проводил ремонт и снова шёл в бой. Приказом по танковому корпусу от 10 июля 1944 года Фёдоров был награждён орденом Славы 3-й степени.
В боях на подступах к Мемелю (Клайпеда) 9 октября 1944 года, форсировав реку Миния, танк гвардии старшины Фёдорова ворвался селение Рагувишкяй. Огнём и гусеницами было уничтожено одно противотанковое орудие, 3 пулемётных расчёта, 2 бронетранспортёра и до взвода солдат и офицеров противника. 10 октября 1944 года в бою за населённый пункт Йокубавас танк Фёдорова вместе с другими танками обойдя противника по его левому флангу, сильно заболоченному, отрезал противнику пути отхода к Мемелю. Двигаясь по шоссе Йокубавас — Мемель, Фёдоров гусеницами танка уничтожил 10 повозок с боеприпасами и до 10 солдат и офицеров противника. В этом бою танк был подбит артогнём противника, но Фёдоров, рискуя жизнью, вышел из него, потушил пламя и снова повёл машину в бой. Приказом по войскам 5-й гвардейской танковой армии от 26 октября 1944 года он был награждён орденом Славы 2-й степени.
10 марта 1945 года танковый батальон преследовал противника по шоссе Лауэнбург — Нойштадт (Прудник в Польше). Командир батальона заметил колонну, отходившую в сторону Нойштадта, и отдал приказ перехватить и уничтожить противника. Фёдоров, используя складки местности, подобрался на танке к колонне и на большой скорости врезался в неё, тараня технику и орудия, давя гусеницами живую силу противника. При этом он уничтожил 11 противотанковых орудий, 18 автомашин с пехотой и грузами, 10 миномётов и до 50 солдат и офицеров противника. Кроме того он протаранил 3 танка Т-3 и 6 бронетранспортёров. Противник начал перегруппировывать свои силы для обороны, но Фёдоров, заметив это, таранил ещё один танк. В это время с обочины дороги в его танк попал снаряд, он попытался сбить огонь, но в танк попал ещё один снаряд, выпущенный из одного из орудий, которые противник успел развернуть возле дороги. Командир и экипаж танка были тяжело ранены. Тогда Фёдоров на полном газу разогнал танк и раздавил орудия и, выскочив из танка, пленил уцелевших 4-х солдат противника. Указом Президиума Верховного Совета СССР от 29 мая 1945 года гвардии старшина Фёдоров был награждён орденом Славы 1-й степени.
26 апреля 1945 года танк Фёдорова возле города Шведт наткнулся на засаду истребителей танков состоящую из фаустников и противотанковых орудий. Используя складки местности он провёл танк во фланг засаде и уничтожил 4 противотанковых орудия, 12 миномётных расчётов и около 30 солдат и офицеров противника. 27 апреля 1945 года в бою за город Пренцлау уничтожил 12 автомашин с пехотой, 40 повозок и до 20 солдат и офицеров противника. Огнём противника танк был подбит и загорелся. Рискуя жизнью по огнём противника, Фёдор вылез из танка и потушил пламя. Приказом по танковой бригаде от 27 мая 1945 года старшина Фёдоров был награждён орденом Красной Звезды.
Гвардии старшина Фёдоров демобилизовался в октябре 1945 года. Вернулся на родину. Жил в деревне Фефёлово Тутаевского района, работал в колхозе бригадиром строительной бригады. Затем переселился в Тутаев.
В порядке массового награждения участников войны в связи с сорокалетием Победы 6 апреля 1985 года он был награждён орденом Отечественной войны 1-й степени.
Скончался Иван Михайлович Фёдоров 14 июня 1997 года и был похоронен на леонтьевском кладбище Тутаева.